# Rossi R351/352

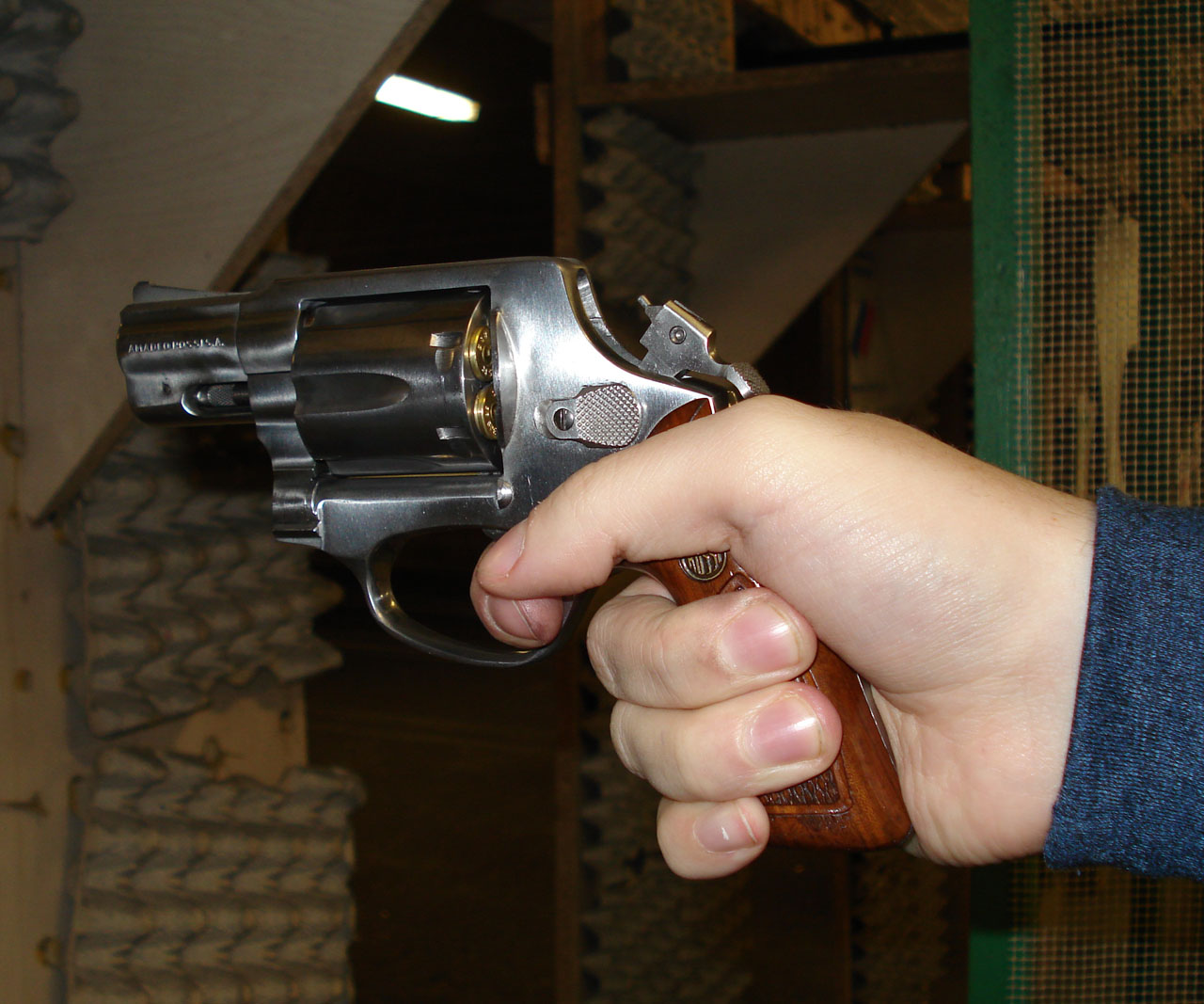
Le Revolver Rossi R35202 était fabriqué en inox.

Les revolvers brésiliens Rossi 351 et 352 sont des variations du S&W Chiefs Special.  Concurrent du Taurus 85,  leur prédécesseur fut le  duo Rossi 272/872.

## Présentation
Leur fabrication par Amadeo Rossi SA puis par Forjas Taurus  dura entre 2001 et 2010. Le canon est lourd. La crosse est en bois exotique dur ou élastomère. Ils sont construits en acier au carbone avec une finition bronzée  pour le M351 et en inox pour le M352. La visée est fixe.

## Diffusion
Le  révolver Rossi 351 arma les policiers brésiliens et sud-américains.Il fut vendu en grand nombre en Amérique latine  et aux États-Unis sur le marché de la défense personnelle. Au Canada, l'arme est prohibée à cause de son aspect dissimulable.

## Dans la culture populaire
Moins connu que le Taurus 85, le Rossi Pioneer est souvent visible dans des films brésiliens ou des séries TV produites par TV Globo ou tournées en Amérique du Sud.

## Fiche technique
- Munition : .38 Special
- Fonctionnement : double action
- Longueur du canon : 51 mm
- Longueur : 16,5 cm
- Masse de l'arme vide : 680 g
- Barillet : 5 coups

## Sources
- Catalogue Rossi USA 2010